# Електромонтер
Електромонтер або електрик — фахівець, який працює в галузі електрики і електротехніки, що займається монтажем, експлуатацією або ремонтом електрообладнання та електричних кіл. Ця професія відноситься до категорії особливо небезпечних. Діяльність електромонтерів пов'язана з постійним ризиком, вимагає уважності і знання способів захисту від ураження електричним струмом, а також способів надання першої допомоги потерпілим при ураженні електричним струмом.

## Розряди електромонтерів

### 2-й розряд

#### Завдання та обов'язки
Виконує окремі нескладні роботи з ремонту та обслуговування електроустаткування під керівництвом електромонтера вищої кваліфікації. Монтує і ремонтує розподільні коробки клемників, запобіжних щитків та освітлювальної арматури. Очищає і продуває стисненим повітрям електроустаткування з частковим розбиранням, промиванням і протиранням деталей. Чистить контакти і контактні поверхні. Здійснює оброблення, зрощування, ізолювання і паяння проводів напругою до 1000 В.
Прокладає встановлювальні проводи і кабелі. Обслуговує і ремонтує сонячні і вітрові енергоустановки потужністю до 50 кВт. Виконує прості слюсарні, монтажні і теслярські роботи під час ремонту електроустаткування. Вмикає і вимикає електроустаткування і виконує прості вимірювання. Працює пневмо- та електроінструментом. Виконує такелажні роботи із застосуванням простих вантажних засобів і кранів, якими керують з підлоги. Перевіряє і вимірює мегомметром опір ізоляції розподільної мережі статорів та роторів електродвигунів, обмоток трансформаторів, уводів і виводів кабелів.
Повинен знати: будову і принцип роботи електродвигунів, генераторів, трансформаторів, комутаційної та пускорегулювальної апаратури, акумуляторів і електроприладів; основні види електротехнічних матеріалів; їх властивості і призначення, правила і способи монтування і ремонту електроустаткування в обсязі виконуваної роботи; назву, призначення і правила користування робочим та контрольно-вимірювальним інструментом і основні знання про виробництво та організацію робочого місця; способи заміни, зрощування і паяння проводів низької напруги; правила надання першої допомоги в разі ураження електричним струмом; правила охорони праці під час обслуговування електроустановок в обсязі кваліфікаційної групи II; способи і послідовність виконання такелажних робіт.

#### Кваліфікаційні вимоги
Повна загальна середня освіта та професійна підготовка на виробництві, без вимог до стажу роботи.
Приклади робіт:
1. Арматура освітлювальна: вимикачі, штепсельні розетки, патрони тощо — встановлення з вмиканням у мережу.
2. Вводи і виводи кабелів — перевірка опору ізоляції мегомметром.
3. Деталі прості — спіральні пружини, скоби, перемички, наконечники і контакти — виготовлення та встановлення.
4. Електродвигуни і генератори — часткове розбирання, очищення та продування стисненим повітрям, змазування, заміна щіток.
5. Електроди заземлюючі — встановлення і забивання.
6. Ілюмінація — встановлення.
7. Конструкції зі сталі та інших металів під електроприлади — виготовлення і встановлення.
8. Контактори, реле, контролери, командоапарати — перевірка і підтягнення кріплень, зачищення і обпилювання контактів, їх заміна та змазування, заміна дугогасних пристроїв.
9. Прилади електричні побутові: плити, праски тощо — розбирання, ремонт і складання.
10. Проводи і троси (повітряні) — монтаж, демонтаж, ремонт та заміна.
11. Трансформатори зварювальні — розбирання, нескладний ремонт, складання, встановлення клемного щитка.
12. Цоколі електроламп — паяння кінців.
13. Щити силової або освітлювальної мережі з простою схемою (до восьми груп) — виготовлення і встановлення.
14. Щитки та коробки розподільні — заміна і встановлення запобіжників та рубильників.

### 3-й розряд

#### Завдання та обов'язки
Виконує нескладні роботи на відомчих електростанціях, трансформаторних електропідстанціях з повним їх вимиканням від напруги оперативних перемикань у електромережі, ревізією трансформаторів, вимикачів, роз'єднувачів і приводів до них без розбирання конструктивних елементів. Регулює навантаження електроустаткування, встановленого на обслуговуваній дільниці. Ремонтує, заряджає і встановлює вибухобезпечну арматуру. Обробляє, зрощує, ізолює і паяє проводи напругою понад 1000 В. Обслуговує і ремонтує сонячні і вітрові енергоустановки потужністю понад 50 кВт. Бере участь у ремонті, оглядах і технічному обслуговуванні електроустаткування з виконанням робіт з розбирання, складання, налагодження та обслуговування електричних приладів, електромагнітних, магнітоелектричних і електродинамічних систем.
Ремонтує трансформатори, перемикачі, реостати, пости управління, магнітні пускачі, контактори та іншу нескладну апаратуру. Виконує окремі складні ремонтні роботи під керівництвом електромонтерів вищої кваліфікації. Виконує такелажні операції із застосуванням кранів та інших вантажопідйомних машин. Бере участь у прокладанні трас і проводки. Заряджає акумуляторні батареї. Фарбує зовнішні частини приладів і устаткування. Реконструює електроустаткування. Обробляє за кресленням ізоляційні матеріали: текстоліт, гетинакс, фібру тощо. Перевіряє маркування простих монтажних і принципових схем. Виявляє та усуває відмовлення, несправності і пошкодження електроустаткування з простими схемами вмикання.
Повинен знати: основи електротехніки; знання про постійний і змінний струм у обсязі виконуваної роботи; принцип дії та будову обслуговуваних електродвигунів, генераторів, апаратури розподільних пристроїв, електромережі та електроприладів, масляних вимикачів, запобіжників, контакторів, акумуляторів, контролерів, ртутних кремнійових випрямлячів та іншої електроапаратури та електроприладів; конструкцію та призначення пускових і регулюючих пристроїв; способи заміни зрощування та паяння проводу високої напруги; безпечні способи роботи, послідовність розбирання, ремонту і монтажу електроустаткування, позначення виводів обмоток електричних машин; припої і флюси; провідникові електроізоляційні матеріали та їх основні характеристики і класифікації; будову і призначення простого та середньої складності контрольно-вимірювального інструменту та пристроїв; способи замірювання електричних величин; способи виявлення та усунення несправностей у електромережах; правила прокладання кабелів у приміщеннях, під землею та підвісних тросах; правила охорони праці в обсязі кваліфікаційної групи III.

#### Кваліфікаційні вимоги
Повна загальна середня освіта та професійно-технічна освіта без вимог до стажу роботи або повна загальна середня освіта та професійна підготовка на виробництві. Підвищення кваліфікації та стаж роботи за професією електромонтера з ремонту та обслуговування електроустаткування 2 розряду — не менше 1 року.
Приклади робіт:
1. Амперметри і вольтметри електромагнітної та магнітоелектричної систем — перевірка у спеціальних умовах.
2. Апарати гальмівні і кінцеві вимикачі — ремонт і встановлення.
3. Апаратура пускова магнітних станцій прокатних станів — розбирання, ремонт і складання.
4. Апаратура пускорегулювальна: реостати, магнітні пускачі, пускові ящики тощо — розбирання, ремонт і складання із зачищенням підгорілих контактів, щіток або зміна їх.
5. Випрямлячі селенові — перевірка і ремонт. 6. Лійки, кінцеві муфти — розробка і монтаж на кабелі.
6. Гірлянди із електроламп — виготовлення з паралельним і послідовним вмиканням.
7. Деталі складної конфігурації для електроапаратури: фіксатори, рубильники, пальці та ящики опору — виготовлення.
8. Електродвигуни асинхронні з фазовим ротором потужністю до 500 кВт — розбирання та складання.
9. Електродвигуни вибухобезпечного виконання потужністю до 50 кВт — розбирання, ремонтування та складання.
10. Електродвигуни короткозамкнені потужністю до 1000 кВт — розбирання та складання.
11. Електроінструмент — розбирання, ремонтування та складання.
12. Кабелі — перевірка стану ізоляції мегомметром.
13. Контролери станцій управління бурової установки — перевірка, ремонт, складання і встановлення.
14. Крани портальні, контейнерні перевантажувачі — розбирання, ремонтування, складання контакторів, командоапаратів, реле, рубильників, вимикачів.
15. Навантажувачі спеціальні, трюмні, вилочні і складські машини — розбирання, ремонтування і складання контролерів, контакторів, вимикачів, пускових опорів, приладів освітлення і сигналізації.
16. Підшипники ковзання електродвигунів — заміна, заливання.
17. Потенціометри електронні автоматики регулювання температури прожарювальних печей та сушильного устаткування — монтаж, ремонт із заміною.
18. Прилади автоматичного вимірювання температури та опору — усунення простих несправностей, заміна датчиків.
19. Проводи кабелів електроживлення — підвід до верстата у газовій трубі.
20. Реле проміжного авторегулятора — перевірка і заміна.
21. Реклама світлова — монтаж.
22. Рубильник, роз'єднувачі — регулювання контактів на одночасне вмикання і вимикання.
23. Центрифуга — ревізія із чищенням тарілок.
24. Щити силової або освітлювальної мережі зі складною схемою (більше восьми груп) — виготовлення і встановлення.
25. Якорі, магнітні котушки, щіткотримачі електромашин — ремонт та заміна.

### 4-й розряд

#### Завдання та обов'язки
Розбирає, здійснює капітальний ремонт електроустаткування будь-якого призначення, всіх типів і габаритів під керівництвом електромонтера більш високої кваліфікації. Регулює та перевіряє апаратуру і прилади електроприводів після ремонту. Ремонтує підсилювачі, прилади світлової та звукової сигналізації, контролери, пости керування, магнітні станції. Обслуговує силові та освітлювальні електроустановки зі складними схемами вмикання. Виконує роботу на відомчих електростанціях, трансформаторних електропідстанціях з повним їх вимиканням від напруги. Виконує оперативні перемикання в електромережі з ревізією трансформаторів, вимикачів роз'єднувачів і приводів до них з розбиранням конструктивних елементів. Здійснює перевірку, монтаж і ремонт схем люмінесцентного освітлення. Розмотує, розробляє, дозує, прокладає кабель, монтує ввідні пристрої і з'єднувальні муфти, виконує кінцеві заправлення у кабельних лініях напругою до 35 кВ. Визначає місце пошкодження кабелів, вимірює опори заземлення, потенціали на оболонці кабелю. Виявляє та ліквідує відмовлення і несправності електроустаткування зі схемами вмикання середньої складності. Здійснює паяння м'якими та твердими припоями. Виконує роботи за кресленнями та схемами. Підбирає пусковий опір для електродвигунів.
Повинен знати: основи електротехніки; будову різних типів електродвигунів постійного та змінного струму, захисних і вимірювальних приладів, комутаційної апаратури; найбільш раціональні способи перевірки, ремонту, складання, встановлення і обслуговування електродвигунів і електроапаратури, способи захисту їх від перенапруги; призначення релейного захисту; принцип дії та схеми максимально-струмового захисту; вибір перерізу проводу, плавких вставок і апаратів захисту залежно від струмового навантаження; будову і принцип роботи напівпровідникових та інших випрямлячів; технічні вимоги до виконання електричних проводок усіх типів; номенклатуру, властивості і взаємозамінність застосовуваних під час ремонту електроізоляційних і провідних матеріалів; методи проведення регулювально-здавальних робіт і здавання електроустаткування з пускорегулювальною апаратурою після ремонту; основні електричні норми настроювання обслуговуваного устаткування, методи перевірки і вимірювання їх; принцип дії устаткування, джерел живлення; будову, призначення та умови застосування складного контрольно-вимірювального інструменту; конструкцію універсальних і спеціальних пристроїв; правила охорони праці в обсязі кваліфікаційної групи III.

#### Кваліфікаційні вимоги
Професійно-технічна освіта. Підвищення кваліфікації та стаж роботи за професією електромонтера з ремонту та обслуговування електроустаткування 3 розряду — не менше 1 року.
Приклади робіт:
1. Блокування електромагнітні та електромеханічні — ремонт і регулювання.
2. Вимикачі масляні — ремонт з виготовленням і заміною контактів, регулювання на одночасне вмикання трьох фаз і перевіркою площини контактів.
3. Електродвигуни асинхронні потужністю понад 500 кВт і короткозамкнені потужністю понад 1000 кВт — розбирання, складання з усуненням пошкоджень.
4. Електродвигуни вибухобезпечного виконання потужністю понад 50 кВт — розбирання, ремонт, складання.
5. Електроколонки кранові живильні — розбирання, ремонт, складання і регулювання.
6. Електрофільтри — перевірка, ремонт і встановлення.
7. Затемнювачі — ремонт з виготовленням кінцевих вимикачів, заміною щіток і мікровимикачів.
8. Командоапарати, виконавчі механізми, датчики температури — перевірка, ремонт і налагодження.
9. Командоапарати керування підйомними столами прокатних станів — перевірка і ремонт.
10. Крани портальні, контейнерні перевантажувачі — поточний ремонт, регулювання та випробування електроустаткування.
11. Ланцюги вторинної комутації — перевірка індикаторів.
12. Лінії електроживлення високої напруги — перевірка під напругою.
13. Перевантажувачі пневматичні — технічне обслуговування, поточний ремонт приводів і пускорегулювальної апаратури, перевірка і регулювання.
14. Підшипники ковзання електродвигунів усіх потужностей — шабрування.
15. Потенціометри електронні автоматичні регулювання температури сушильних і прожарювальних печей — ремонт і налагодження.
16. Реле часу — перевірка та усунення несправностей в електромагнітному проводі.
17. Селенові випрямлячі — ремонт із заміною шайб, виготовлення перемичок з регулюванням та налагодженням.
18. Щити розподільні високовольтні — монтаж з установленням арматури.

### 5-й розряд

#### Завдання та обов'язки
Розбирає, здійснює капітальний ремонт, складає, встановлює і центрує високовольтні електричні машини та електроапарати різних типів і систем з напругою до 15 кВ. Налагоджує схеми та усуває дефекти у складних пристроях засобів захисту та приладах автоматики і телемеханіки. Обслуговує силові та освітлювальні установки з особливо складними схемами вмикання електроустаткування та схем машин і агрегатів, зв'язаних у поточну лінію, а також устаткування з автоматичним регулюванням технологічного процесу. Здійснює монтаж і ремонт кабельної мережі напругою понад 35 кВ, з монтуванням увідних пристроїв і з'єднувальних муфт. Виконує ремонт, монтаж, установлення і налагодження ртутних випрямлячів і високочастотних установок потужністю понад 1000 кВт. Проводить монтаж, ремонт, налагодження та обслуговування пристроїв автоматичного регулювання режимів роботи доменних, сталеплавильних печей, прокатних станів, блокувальних, сигналізаційних, керуючих пристроїв тунельних печей, систем диспетчерського автоматизованого керування, поточно-транспортних технологічних ліній, зварювального устаткування з електронними схемами керування, агрегатів електроустаткування і верстатів із системами електромашинного керування, із зворотним зв'язком по струму та напрузі. Ремонтує складне електроустаткування сушильних та вакуумних печей, унікальних автоматів максимального струму та автоматичних стрічок. Проводить балансування роторів електричних машин, виявляє та усуває вібрацію.
Повинен знати: основи телемеханіки; будову та електричні схеми різних електричних машин, електроапаратів, електроприладів вимірювання та автоматичного регулювання; загальні знання про призначення та основні вимоги до максимального струмового і захисту; методи проведення випробувань електроустаткування і кабельних мереж, схеми електродвигунів та іншого обслуговуваного електроустаткування; будову реле різних систем і способи його перевірки і налагодження; прийоми робіт і послідовність операцій із розбирання, складання, ремонту і налагодження електричних машин великих потужностей, складного електроустаткування; правила випробування захисних засобів, які застосовуються в електричних установках; порядок організації безпечного ведення робіт в електроустановках, нагляду та обслуговування працюючого електроустаткування; побудову геометричних кривих, необхідних для користування застосовуваними під час ремонту приладами; принцип роботи перетворювачів, установок високої частоти з машинними і ламповими генераторами; розрахунок потреби в статичних конденсаторах для підвищення косинуса фі; способи центрування і балансування електродвигунів; призначення і види високочастотного захисту; правила настроювання і регулювання контрольно-вимірювальних інструментів, правила охорони праці в обсязі кваліфікаційної групи III.

#### Кваліфікаційні вимоги
Професійно-технічна освіта. Підвищення кваліфікації та стаж роботи за професією електромонтера з ремонту та обслуговування електроустаткування 4 розряду — не менше 1 року.
Приклади робіт:
1. Автоматичні пристрої башт тушіння коксохімічних заводів — ремонт та налагодження електросхеми.
2. Вимикачі масляні високовольтні — капітальний ремонт. 3. Електрогодинникові станції всіх систем — середній і капітальний ремонт.
3. Електродвигуни високовольтні — капітальний ремонт, складання, встановлення і центрування.
4. Електросистеми механізмів завантаження доменних печей — повний ремонт і налагодження.
5. Електроприводи багатодвигунні з магнітними станціями і складними схемами автоматики і блокування — перевірка та ремонт.
6. Елементи лічильних схем спеціальних систем керування довжини розкоту, телемеханічних пристроїв на агрегатах металургійних заводів — ремонт, монтаж і налагодження.
7. Кабель високої напруги — визначення пошкодження, вилучення пошкодженого відрізку і монтаж вставки.
8. Контактори, магнітні контролери, дорожні вимикачі — ремонт та регулювання.
9. Навантажувачі, пневмоперевантажувачі вагонні, складські, трюмні та інші спеціальні машини — капітальний ремонт і регулювання електроустаткування в повному обсязі.
10. Обмежувачі вантажопідйомності магнітоелектричні — перевірка, налагодження і регулювання.
11. Панелі керування багаторазового волочіння зі складною схемою автоматичного пуску п'яти барабанів однією кнопкою за допомогою реле часу — ремонт і налагодження.
12. Панелі керування і магнітні станції високовольтних електродвигунів прокатних станів — перевірка і ремонт.
13. Потенціометри, сельсинові датчики з передачами — ремонт з виготовленням деталей.
14. Прилади радіоізотопні — монтаж та налагодження.
15. Пульти керування операторського освітлення — ремонт та монтаж.
16. Реле максимальне, фотореле — перевірка, ремонт і регулювання.
17. Ротори електродвигунів — балансування, виявлення та усунення вібрації.
18. Спредери автоматичні — визначення несправності, ремонт, монтаж, демонтаж.
19. Схеми автоматики рольгангів, упорів, перекидання клапанів повітронагрівачів мартенівських печей — ремонт і налагодження.
20. Устаткування та апаратура розподільних пристроїв високої напруги — ремонт і монтаж.

### 6-й розряд

#### Завдання та обов'язки
Розбирає, здійснює капітальний ремонт, складає, встановлює і проводить центрування високовольтних електричних машин та електроапаратів різних типів і систем напругою понад 15 кВ. Обслуговує виробничі дільниці або цехи з особливо складними схемами первинної і вторинної комутації та дистанційного керування. Налагоджує, ремонтує і регулює відповідальні, особливо складні та експериментальні схеми технологічного устаткування, складні електричні схеми автоматичних ліній, а також відповідальні й експериментальні електричні машини, електроапарати, електроприлади та електричні схеми унікального і прецизійного металообробного устаткування. Обслуговує, налагоджує і регулює електричні самописні та електронні прилади. Обслуговує і налагоджує ігнітронні зварювальні апарати з електронікою, ультразвукові, електронні, електроімпульсні установки особливо складного захисту, пристрої автоматичного включення резерву, а також складні схеми із застосуванням напівпровідникових установок на транзисторних і логічних елементах. Перевіряє класи точності вимірювальних трансформаторів. Виконує роботи з ремонту, монтажу та демонтажу кабельних ліній у спеціальних трубопроводах, заповнених маслом або газом під тиском. Здійснює складні епоксидні кінцеві обробки у високовольтній кабельній мережі, а також монтаж з'єднувальних муфт між мідними та алюмінієвими кабелями. Здійснює комплексні випробування електродвигунів, електроапаратів трансформаторів різної потужності після капітального ремонту. Готує відремонтоване електроустаткування до здавання в експлуатацію.
Повинен знати: конструкцію, електричні схеми, способи і правила перевірки на точність різних електричних машин, електроапаратів, електроприводів будь-якої потужності і напруги та автоматичних ліній; схеми телекерування та автоматичного регулювання та способи їх налагодження; будову і конструкцію складних реле та приладів електронної системи; правила обслуговування ігнітронних зварювальних апаратів з електронікою, ультразвукових, електроімпульсних і електронних установок; методи комплексних випробувань електромашин, електроапаратів і електроприладів; правила складання електричних схем та іншої технічної документації на електроустаткування в мережі електроживлення; електричні схеми первинної і вторинної комутації розподільних пристроїв; принцип дії захисту з високочастотними блокуваннями; схеми стабілізаторів напруги, напівпровідникових, селенових випрямлячів і телеметричного керування оперативним освітленням і пультів оперативного керування; правила охорони праці в обсязі кваліфікаційної групи III.

#### Кваліфікаційні вимоги
Неповна вища освіта (молодший спеціаліст) без вимог до стажу роботи. Підвищення кваліфікації та стаж роботи за професією електромонтера з ремонту та обслуговування електроустаткування 5 розряду — не менше 1 року. Або 1 року навчання.
Приклади робіт.
1. Апаратура автоматична дозувальна для рідких компонентів з електронним реле і терморегуляторами — перевірка, ремонт та налагодження електросхеми.
2. Генератори постійного струму — капітальний ремонт, регулювання і налагодження.
3. Електроприводи зі складними схемами керування — дистиліграфування режимів роботи.
4. Колектори машин постійного струму — складання, виготовлення шаблонів і доведення пластин колектора вручну.
5. Крани портальні, контейнерні перевантажувачі — капітальний ремонт електроустаткування.
6. Лінії автоматичні металорізальних верстатів — складний ремонт і налагодження електросхеми.
7. Лінії поточні з багатодвигунними, синхронізованими і автоматизованими приводами — ремонт і налагодження.
8. Машини електрозварювальні шовні, багатоточкові — ремонт і налагодження.
9. Печі електроплавильні і гартувальні установки високочастотні — перевірка, усунення несправностей і налагодження.
10. Прилади та апарати електронної системи — ремонт і налагодження схеми.
11. Реле електронної башти гасіння коксохімічних заводів — ремонт, установлення і налагодження.
12. Рентгеноапарати — перевірка, усунення дефектів і налагодження.
13. Системи тиристорного керування — налагодження.
14. Спредери, вантажопідйомні електромагніти — капітальний ремонт, регулювання і налагодження електроустаткування.
15. Схеми електричні автоматичного дистанційного керування — перевірка, ремонт і налагодження.
16. Схеми складні електричні із застосуванням електроніки і фотоелементів — перевірка, ремонт і налагодження.